# Nålspretgräs
Nålspretgräs (Leptochloa panicea) är en gräsart som först beskrevs av Anders Jahan Retzius, och fick sitt nu gällande namn av Jisaburo Ohwi. Enligt Catalogue of Life ingår Nålspretgräs i släktet spretgräs och familjen gräs, men enligt Dyntaxa är tillhörigheten istället släktet spretgräs och familjen gräs. IUCN kategoriserar arten globalt som livskraftig. Arten förekommer tillfälligt i Sverige, men reproducerar sig inte. Utöver nominatformen finns också underarten L. p. brachiata.